# Mandevilla caquetana
Mandevilla caquetana är en oleanderväxtart som beskrevs av J.F.Morales. Mandevilla caquetana ingår i släktet Mandevilla och familjen oleanderväxter. Inga underarter finns listade i Catalogue of Life.